# Tarik Ibrahimagic
Tarik Ibrahimagic (Odense, 23 gennaio 2001) è un calciatore danese, centrocampista del Víkingur.

## Biografia
Nasce in Danimarca da genitori bosniaci.

## Carriera

### Club
Cresciuto calcisticamente nell'Odense, nel 2020 esordisce in prima squadra. Nel 2023 si trasferisce in Islanda, dove contribuisce a raggiungere la promozione in massima serie col Vestri. Nell'agosto del 2024 passa al Víkingur, firmando un contratto fino al 2026.

### Nazionale
Vanta 3 presenze con la rappresentativa danese Under-19.